# Shinobi Life
Shinobi Life (jap. シノビライフ, Shinobi Raifu) ist eine Manga-Reihe der japanischen Zeichnerin Shoko Conami (こなみ 詔子, Konami Shōko). Das Werk wurde in mehrere Sprachen übersetzt und ist in die Genre Shōjo und Romantik einzuordnen.

## Inhalt
Der Ninja Kagetora (景虎) ist der Leibwächter der Prinzessin Beni (紅姫, Beni-hime). Auf der Flucht vor Gegnern fällt er mit ihr in einen See und findet sich alleine in der Zukunft wieder. Dort trifft er auf Beni Fujirawa (ふじわら べに), ein Schulmädchen und Nachfahrin der Prinzessin Beni. Außerdem ist sie die Tochter einer reichen Familie und wird daher immer wieder entführt. Da er sie für die Prinzessin hält, beschützt er sie fortan. Bald verlieben sich beide ineinander.

## Veröffentlichung
Das Pilotkapitel (Yomikiri) erschien in Ausgabe 8/2005 (6. Juli 2005) im Manga-Magazin Princess des Verlags Akita Shoten in Japan. Nach unregelmäßigen Veröffentlichungen von Einzelkapiteln, folgte dann ab 2006 eine Serialisierung im Magazin, worin der Manga bis Ausgabe bis 4/2012 (6. März 2012) erschien. Die Kapitel wurden von Mai 2006 bis Juni 2012 in 13 Sammelbänden (Tankōbon) zusammengefasst. 
Eine englische Fassung des Mangas erschien in Nordamerika bei Tokyopop, eine französische bei Asuka Comics und eine chinesische bei Sharp Point in Taiwan. Egmont Manga und Anime veröffentlichte von Februar 2010 bis April 2013 alle Bände auf Deutsch.